# Mandato judicial (Chile)
El mandato judicial es un contrato por medio del cual una persona encomienda a otra que postule a su nombre ante los tribunales de justicia.
Actuar en un proceso exige capacidad para postular: aquellos litigantes que carecen de tal capacidad deben hacerse representar por alguien que si la tenga, lo que constituye la representación procesal y cuya fuente es el mandato judicial.

## Constitución del mandato
El mandato judicial debe constituirse mediante contrato solemne por escrito, en alguna de las formas contempladas en el Artículo 6º del Código de Procedimiento Civil y que son exclusivamente las tres siguientes:
- Escritura pública, otorgada ante notario
- Acta extendida ante el Juez de letras o Juez árbitro y suscrito por todos los otorgantes.
- Declaración escrita del mandante, autorizado por el secretario del tribunal (ministro de fe).

El mandante sólo puede elegir como mandatario a las personas estipuladas en el artículo 2º de la ley N.º 18.120, que son las que tienen capacidad para postular:
- Abogado habilitado para el ejercicio de la profesión, patente al día en el pago. El acuerdo pleno de la Corte Suprema del 8 de agosto del año 2008, aprobó instruir a los tribunales del país en sentido que no deben exigir a los abogados que acrediten el pago de la patente municipal por el simple ejercicio de la profesión, ni menos para autorizar un poder, alegar en estrados, o efectuar alguna gestión ante los Tribunales de Justicia. El pago no es necesario para acreditar la calidad de abogado ante los Tribunales de Justicia.
- Procurador del número (auxiliar de la Administración de Justicia).
- Egresados de Derecho en práctica profesional.
- Estudiantes de Derecho de 3º, 4º y 5º año.
- Egresados de Derecho que hayan cursado 5º año y hasta 3 años después de haber rendido los exámenes correspondientes.

El mandato se constituye en la primera presentación; la parte debe desarrollarlo acompañando tal presentación con la escritura pública o el acta respectiva, o bien declaración escrita que contenga la designación del mandatario. Si no se constituye, el tribunal ordenará su constitución otorgándole un plazo de 3 días bajo apercibimiento.

## Facultades que derivan del mandato judicial

### Facultades ordinarias
El mandato judicial autoriza al apoderado a tomar parte del mismo modo que podría hacerlo el poderdante en todos los trámites e incidentes del juicio, hasta la ejecución completa de la sentencia definitiva (Artículo 7º inciso 1 del Código de Procedimiento Civil)

### Facultades extraordinarias o especiales
Estas facultades requieren ser otorgadas por el mandante en forma expresa. Entre ellas se encuentran:
- El desistimiento de la acción de la demanda, uno de los incidentes de mayor importancia: si es aceptada por la parte y por el tribunal produce los efectos de cosa juzgada.
- El allanamiento: aceptar las pretensiones de la parte contraria.
- Absolver posiciones (dar respuestas a las preguntas en un juicio).
- Renunciar a los recursos o los términos Legales (plazo o apelación)
- Transigir (llegar a acuerdo).
- Comprometer (designar árbitros) y otorgar a los árbitros facultades de arbitradores.
- Aprobar convenios en los juicios de quiebras.
- Percibir dinero proveniente de ese juicio (Artículo 7º inciso 2º Código Procedimiento Civil).

## Término o extinción del mandato
En principio son aplicables las causales de término del mandato, establecidas en el artículo 2163 del Código Civil, esto es:
a) Por el desempeño del negocio para que fue constituido;
b) Por la expiración del término o por el evento de la condición prefijados para la terminación del mandato;
c) Por la revocación del mandante;
d) Por la renuncia del mandatario;
e) Por la muerte del mandatario;
f) Por tener la calidad de deudor en un procedimiento concursal de liquidación, el mandante o el mandatario;
g) Por la interdicción del uno o del otro;
h) Por la cesación de las funciones del mandante, si el mandato ha sido dado en ejercicio de ellas.
Cabe mencionar que, en el caso del mandato judicial, existe una situación de excepción a las reglas generales, pues no termina por la muerte del mandante, tal excepción se encuentra establecida en el artículo 529 del Código Orgánico de Tribunales.

## Responsabilidad del Mandato
Los procuradores judiciales responden personalmente del pago de costas procesales durante el ejercicio de su función que sean de cargo del mandante (Artículo 28º del Código de Procedimiento Civil), sin perjuicio de la responsabilidad de estos.
- Datos: Q5991271